# Plana del Villaró
La Plana del Villaró és un pla ocupat per camps de cultiu situat a ponent del Villaró. Pertany al municipi d'Olius, al Solsonès.